# A'ja Wilson
A'ja Riyadh Wilson (Hopkins, Carolina del Sur, 8 de agosto de 1996) es una jugadora de baloncesto estadounidense que pertenece a Las Vegas Aces de la WNBA. Con 1,96 metros de estatura, juega en la posición de pívot.
Hija de Roscoe C. Wilson Jr. y Eva Rakes Wilson, jugó a nivel universitario en Universidad de Carolina del Sur y fue seleccionada en primer lugar por Las Vegas Aces en el draft de la WNBA de 2018. A lo largo de su carrera ha sido parte del plantel que ganó el oro en la Copa Mundial Femenina de la FIBA, en 2020 fue nombrada MVP (Most Valuable Player) de la liga y es ganadora de 2 medallas de oro en los Juegos Olímpicos.

## Trayectoria deportiva

### Universidad
A'ja Riyadh Wilson jugó durante su estancia en la Universidad de Carolina del Sur, convirtiéndose en una sensación del baloncesto. Jugó bajo la dirección técnica de Dawn Staley, consiguieron su primer título del Campeonato de Baloncesto Femenino de la NCAA en 2017, y Wilson fue nombrada Jugadora Más Destacada.

### Profesional
Después de la universidad, fue seleccionada en primer lugar por Las Vegas Aces en el draft de la WNBA de 2018. A pesar de que las Aces no lograron llegar a los playoffs, obtuvo el premio a la Novata del Año. Su desempeño logró que la convocaran al equipo nacional y formó parte del plantel que ganó el oro en la Copa Mundial Femenina de la FIBA.
Al año siguiente, las Aces regresaron a los playoffs después de una ausencia de cinco años, pero se quedaron cortas en las semifinales.
En la temporada 2020 de la WNBA, Wilson también lideró la liga en bloqueos con 2,0 por partido. Sin embargo, Breanna Stewart y las Seattle Storm demostraron ser demasiado fuertes en las finales de la WNBA.
Wilson y Stewart unieron fuerzas para los Juegos Olímpicos de Tokio 2020. Wilson lideró al equipo con 20,0 puntos y 2,8 tapones por partido y capturó 9,3 rebotes por partido. Wilson fue nombrada para el Equipo de las Estrellas.
Después de que las Aces quedaran eliminadas en las semifinales en 2021, Wilson consiguió su segundo premio a la MVP de la liga, así como su primer galardón a la Jugadora Defensiva del Año en la temporada 2022. Volvió a liderar la liga en tapones con 1,9 por partido. Las Aces llegaron a la final por segunda vez en tres años y vencieron a las Connecticut Sun por 3-1 para conseguir su primer título de la WNBA.
Wilson siguió liderando a Estados Unidos en una exitosa en la Copa del Mundo en Australia. Al igual que en Tokio, ella y Stewart fueron nombradas para el Primer Equipo del Torneo, pero Wilson fue nombrada MVP en esta ocasión.
En 2023, Wilson repitió como Jugadora Defensiva del Año, pero Stewart, ahora con las New York Liberty, se llevó el premio a la MVP de la liga. La pareja se volvería a enfrentar en las Finales de la WNBA, y esta vez fue Wilson quien salió victoriosa. Se llevó su primer premio a la MVP de las Finales cuando las Aces ganaron 3-1 para retener su victoria.
Sin duda, Wilson y Stewart se reunirán en la lucha del Equipo de Estados Unidos por un octavo título olímpico consecutivo de baloncesto femenino en París 2024.
Wilson es la primera jugadora en la historia de la WNBA con múltiples partidos de 30 puntos, 10 rebotes y 5 robos, y se convirtió en la cuarta jugadora en la historia de la liga en registrar ocho dobles-dobles seguidos, uniéndose a Candace Parker, Sylvia Fowles y a Angel Reese.